# 约翰·拉迪
約翰·湯馬士·哥頓·魯迪（英語：John Thomas Gordon Ruddy；1986年10月24日—）是一名英格蘭職業足球員，司職門將，現效力於英超球會纽卡斯尔联，他亦曾代表英格蘭參加國際賽。
魯迪出身劍橋聯，於19歲之齡轉投愛華頓，但效力5年期間僅獲派上陣1場，卻被借用到9支不同球隊。他於2010年被诺里奇城時任領隊保罗·兰伯特羅致，是2010/11年球季奪得英冠聯賽亞軍升班英超的功臣之一。翌季以第12位的中游成功成功保級，魯迪的出色表現獲新任英格蘭教頭霍奇森垂青，入選2012年欧洲足球锦标赛大軍名單，但於2012年5月25日在操練時手指骨折而退隊。他最後在2012年8月對意大利的友誼賽首次代表國家隊上陣。

## 生平

### 球會
劍橋聯
魯迪在英格蘭東部劍橋郡圣艾夫斯（St Ives）出生。在家鄉球隊劍橋聯展開職業足球事業，於2004年5月8日在第四級的丙組聯賽煞科戰首次上陣作客對奧連特，保持清白之軀並救出一球十二碼。翌季魯迪成為劍橋聯的正選門將，整季在各項賽事合共上陣42場，但球隊由於財困被扣10分，最終以墊底成績降班。
愛華頓
2004年11月他曾到曼聯試訓，但於2005年夏季魯迪以約25萬英鎊加盟另一支英超球隊愛華頓，費用按出場次數再會增加。時任英格蘭門將教練的雷·金文斯（Ray Clemence）發現魯迪，並徵召他加入英格蘭U19；當時愛華頓領隊大衛·莫耶斯已吹捧他是英格蘭未來的門將。
2005年9月23日，魯迪被借到英甲球會華素爾為期一個月。之後再被借到英乙球會魯斯頓鑽石及車士打城
2006年2月11日, 當時為第四號門將魯迪, 因首席及次席門將於英超主埸對布力般流浪賽前受傷及第三號門將於比賽不久被紅牌趕出場，所以能以後備身份首次為愛華頓出場，最終愛華頓仍能以十人比賽之下以1:0勝出。
2006年9月12日, 魯迪第四度外借，這次被借到英乙球會史托港為期一個月，之後再延長至總共三個月。
馬瑟韋爾
2009年7月24日，蘇格蘭足球超級聯賽球會馬瑟韋爾向愛華頓租借魯迪六個月至2010年1月底並有優先購買權。2010年1月27日，愛華頓宣佈馬瑟韋爾會續借魯迪至2010年5月底。
諾域治
2010年7月5日，魯迪加盟英冠球會诺里奇城，轉會費金額沒有透露，合約為期三年。魯迪於諾域治46場英冠比賽中上陣45場，其中11場不失球並協助諾域治升上英超。
2011/12年度英超賽季中魯迪繼續是球隊首席門將，於諾域治38場英超比賽中上陣36場共失57球。另外魯迪於2011年8月27日英超第三週作客車路士比賽中第81分鐘取得其職業生涯第一張紅牌。
2012年6月25日，諾域治與魯迪續約四年，令其留隊至2016年夏季。
2012年11月24日，魯迪於英超作客愛華頓比賽中末段受傷離場，及後球會確認其大腿受傷要養傷三個月。
2013年1月18日，魯迪向傳媒透露因大腿受傷影響至骨，要延至2013年4月份才有望復出。

### 國家隊
2012年5月16日魯迪首次獲得英格蘭國家隊徵召，被時任領隊罗伊·霍奇森挑選入伍出戰2012年欧洲足球锦标赛，但由於手指骨折而被迫退隊，由杰克·巴特兰補替出征。
2012年8月10日魯迪再獲國家隊徵召備戰在瑞士伯尔尼對意大利的友誼賽，一同入選的還有巴特兰和乔·哈特。他在下半場接替巴特兰特上陣，保持沒有失球，在首秀協助國家隊以2-1取勝，所失一球是上半場由巴特兰特把開時被德罗西射入。

## 私人生活
魯迪於2012年6月2日迎娶妻子蘿拉（Laura），他曾自嘲由於須要如期結婚而弄斷手指退出2012年欧洲足球锦标赛。他的綽號是「冰人」（The Iceman）

## 榮譽
狼隊
- 英格蘭足球冠軍聯賽冠軍：2017–18[17]

紐卡素足球會
- 英格蘭聯賽盃冠軍：2024–25[18]

### 個人
- 諾域治球員選舉年度最佳球員：2011/12年；

## 外部連結
- 足球数据库：约翰·鲁迪的球员统计数据